# یحیی جبران
یحیی جبران (انگلیسی: Yahya Jabrane؛ زادهٔ ۱۸ ژوئن ۱۹۹۱) بازیکن فوتبال اهل مراکش است.
از باشگاه‌هایی که در آن بازی کرده‌است می‌توان به باشگاه فوتبال مولودیه وجده اشاره کرد.
وی همچنین در تیم ملی فوتبال مراکش بازی کرده‌است.